# 下士官
下士官（かしかん、英語: non-commissioned officer; NCO、ドイツ語: Unteroffizier、フランス語: sous-officier）は、軍隊の階級区分の一つ。士官（将校）の下、兵（兵卒）の上に位置する。多くの場合、兵からの昇進者であり、士官との間に入って兵を統率する。階級は最先任上級曹長から伍長まで。

## 概説
古来、軍隊には将校（士官）と兵士（兵卒）の二つの階級が存在し、これらの境界線は一般社会での貴族と平民との格差に対応して厳格で、兵士が昇進を重ねても将校にまで昇進することは不可能か極めて稀であった。歴史的にみた「下士官」概念は、将校職の買官制が発達した16世紀から19世紀の欧州諸国で形成された。国家官職として国王の任命状で任官される尉官以上の将校と区別して、各将校の責任で任官した階級がまとめて下士官と呼ばれた。英語で non-commissioned officer (NCO) と称する。
下士官の区分は、地域、時代または軍種により差異が大きく、対応関係を論じるのは困難である。
士官学校を含めて高等教育を受けていない者が職業軍人となる場合は下士官となることがほとんどで、さらに士官に昇進することは少ない。中国人民解放軍（中国）、中華民国国軍（台湾）では下士官とは称さず士官または軍士と、大韓民国軍では副士官と称す。英語で下士官兵を総称して Enlisted man と呼称し、その和訳として一般兵士と呼称する場合がある。
台湾の中華民国軍、朝鮮民主主義人民共和国（北朝鮮）の朝鮮人民軍などでは伍長に相当する「下士」がある。上級に「中士」「上士」とある。これらの場合「下士」は階級の1つで階級群では無い 。

## 歴史
元首政期のローマでは一般兵士と百人隊長の間に膨大な役職が存在したことが知られている。これらの役職はプリンキパレスとインムネスという二つのグループに分けられるが、百人隊長の下に位置づけられることから下士官階級に相当するものと捉えられている。しかし、プリンキパレスとインムネスの語が史料上確認できるのは紀元後2世紀前半のことで、諸役職はそれよりも先行していることから「階級」とみなすことができるかも自明ではないとされている。

## 米国

### 概説
アメリカ軍は上下関係や指揮系統などが階級で決められ、士官 (Officer)、准士官 (Warrant Officer)、下士官・兵 (Enlisted Member) に分けられ、さらに軍ごとに階級は細分されている。階級に応じて給与等級が決定され、勤続年数を加味して基本給は決定される。

### 海兵隊
アメリカ海兵隊の階級は、将校、下士官、兵に分類される。
1971年2月16日、海兵隊で初めてとなる下士官のための下士官学校 (Noncommissioned Officer Academy) がクワンティコ基地（英語版）に設置された。以後、各地に下士官学校が設置され、1981年には下士官基礎課程を実施するため世界7か所の体制となった（クワンティコ、29パームス〈英語版〉、ペンドルトン、ハワイ〈英語版〉、日本（沖縄）で、グアムと韓国の下士官学校は後に廃止されている）。各下士官学校には中級下士官課程と上級下士官課程が設置されている。
また海兵隊大学が設置する教育機関として下士官学校 (SNCOA : Senior Non Commissioned Officer Academy) がある。

### 沿岸警備隊
アメリカ沿岸警備隊は陸海空軍、海兵隊と並び合衆国軍の一部門とされるが、士官、准士官及び下士官は法律上税関職員とみなされている（沿岸警備隊の任務に関連する合衆国法典1401条）。士官、准士官及び下士官は、アメリカ合衆国管轄の船舶にいつでも立ち入り、乗員に質問、船舶の書類の調査、船舶の調査、検査又は捜索その他法令を遵守させるために必要な手段を用いることができる。

## 日本

### 大日本帝国陸軍

#### 兵科の下士官
版籍奉還の後、1871年2月11日（明治3年12月22日）に各藩の常備兵編制法を定めたときに歩兵大隊や砲兵隊の中に曹長・権曹長・軍曹を置き、これを総称して下等士官（かとうしかん）といいその下に伍長を置いた    。親兵も同様に曹長・権曹長、軍曹を下等士官としその下に伍長を置いている。
廃藩置県の後、1871年（明治4年8月）の陸軍でも曹長・権曹長・軍曹を下等士官とし、官等は15等のうち十一等から十三等までに相当した    。官等表に掲載する下等士官は判任とし、下等士官ではない伍長以下を等外とした。明治5年1月の官等表改正後も同年2月の陸軍省設置後も下等士官以上は判任である 。
1872年3月26日（明治5年2月18日）の海陸軍刑律では将校、下士、卒夫の分類を設けて、およそこの律内で将校と称するは少尉以上、海陸軍武学生も同じ、下士と称するは伍長・水夫長以上としたが、1872年6月25日（明治5年5月20日）の改定により下士の定義を修正し、およそこの律内で下士と称するは軍曹以上、伍長・水夫長これに準すと改めた。
1873年（明治6年）5月以前に用いられた各種名義の軍人について、当時の官制に於いて規定した明文がないものの、例えば心得、准官のような名義の者であっても当時は戦時に際して上司の命令を以て実際に軍隊・官衙等に奉職しその任務を奉じたことから、1892年（明治25年）5月に陸軍大臣の請議による閣議に於いてこれらを軍人と認定しており 、これらのうち下士に相当するものには次のようなものがある  。
曹長・権曹長・軍曹心得  
明治3・4・5年の頃にあって各その本官の職を取る。
五・六・七等下士並び試補
明治元年以降、明治4年頃までのものであって五等下士は曹長、六等は権曹長、七等は軍曹相当であって各その職を取り、試補はこれに等しいもの。
常備下士官
明治3年頃のものであって下士官は下士の職を取っていたもの。
總嚮導試補
明治2年頃にあって總嚮導は下副官、試補はこれに等しいもの。
兵学寮教導生、同伝令使、同専業生
明治4・5年の頃にあって卒業生徒に命ずることができる職名であってその身分は下士の職務を取らせていたもの 。
裨官並び補裨官
明治2年頃にあって権曹長の勤務を命じ小隊副長の職を取らせていたもの。
1873年（明治6年）5月8日の陸海軍武官官等表改正で武官の分類として下士（かし）を設け、官等15等のうち十一等から十三等までに相当する曹長・軍曹・伍長を下士とした  。
1873年（明治6年）5月15日達陸軍武官表から曹長・軍曹・伍長に一等と二等があることから  、曹長一等・曹長二等・軍曹一等・軍曹二等・伍長一等・伍長二等と表記することがあるが、官名はそれぞれ曹長・軍曹・伍長であり給料に関係するためやむを得ない場合の表記である。
1874年10月31日当時の常備兵満員の場合の部隊の下士の総員は約6,484名とされていた。また、この当時の下士の服役期限は7年であった。この頃は陸軍教導団が下士養成を担った。
1874年（明治7年）に北海道に屯田憲兵を設置することを定め、1875年（明治8年）3月4日に開拓使の中で准陸軍曹長以下准陸軍伍長までの官等を定め、その官等は正官と同じとした 。
1877年（明治10年）1月に官等を17等に増加しているが、1879年（明治12年）10月10日達陸軍武官官等表では引き続き曹長から伍長までは十一等から十三等までに相当した、このとき官名に憲兵・歩兵・騎兵・砲兵・工兵・輜重兵など各兵科の名称を冠することにした。
1882年（明治15年）2月8日に開拓使を廃止したことから、屯田兵の準陸軍武官を陸軍省に管轄させた 。
1883年（明治16年）5月4日太政官第21号達で陸軍武官官等表を改正し、下士の官名から陸軍の二字を除いた 
1884年（明治17年）に部隊編制の変更があり、従前は軍曹は主として半小隊長の職務を務め伍長は主として分隊長の職務を務める者であるところ、これでは差し支えることが多いため軍曹を一等軍曹に伍長を二等軍曹に任じてともに半小隊長の職務を務めさせて分隊長を上等兵に務めさせることにしたため、屯田兵を除いて伍長を廃止して再び軍曹が下士の最下級となる。
明治17年6月から明治18年7月までの間を予定して編制替えを行いこれが完了するまでは軍曹・伍長と一等・二等軍曹を併用した。
1885年（明治18年）5月5日太政官第17号達により陸軍武官官等表を改正して輜重兵曹長の次に屯田兵曹長以下を置いた。従前の准陸軍曹長以下はそれぞれ屯田兵曹長以下の同等の官名に換えた 。
1886年（明治19年）3月9日勅令第4号で陸軍武官官等表を改正して再び官名に陸軍の2字を冠することとし、憲兵・歩兵・騎兵・砲兵・工兵・輜重兵については各兵曹長・各兵一等軍曹・各兵二等軍曹の官名をそれぞれ陸軍各兵曹長・陸軍各兵一等軍曹・陸軍各兵二等軍曹に改め、屯田兵曹長・屯田兵軍曹・屯田兵伍長の官名をそれぞれ陸軍屯田兵曹長・陸軍屯田兵一等軍曹・陸軍屯田兵二等軍曹に改めた。
1886年（明治19年）4月29日に判任官官等俸給令（明治19年勅令第36号）を定めて判任官を10等に分け、陸軍准士官・下士の官等は判任一等より四等までとした 。
1886年（明治19年）7月24日勅令第58号により陸軍武官進級条例を改定し従前は曹長から少尉試補を経て少尉に進むことがあったが今後は少尉は専ら士官学校卒業生を出身とするととして曹長から少尉に進むことは特例とし、また少尉並び同等官の試補官は廃止した。
1890年（明治23年）3月22日に判任官官等俸給令を改正・追加して判任官を6等に分けるが、陸軍准士官・下士の官等は判任一等より四等までとしたことに変更はない 。
1891年（明治24年）3月20日勅令第28号により陸軍武官官等表を改正し、見だしの下士に各兵科を冠し、屯田兵の兵科を廃止して屯田歩兵・騎兵・砲兵・工兵はその兵科を区別できる官名を加えた。
1891年（明治24年）12月28日に定めた文武判任官等級表（明治24年勅令第249号）では判任官の等級を5等に分け、そのうちの二等の欄に陸軍各兵曹長を、三等の欄に陸軍各兵一等軍曹を、四等の欄に陸軍各兵二等軍曹を掲載した。
正式な官名は「陸軍各兵曹長」、「陸軍各兵一等軍曹」、「陸軍各兵二等軍曹」の「各兵」の部分に憲兵・歩兵・屯田歩兵・騎兵・屯田騎兵・砲兵・屯田砲兵・工兵・屯田工兵・輜重兵を充てる。
1899年（明治32年）10月25日勅令第411号（同年12月1日施行）により陸軍武官官等表を改正して「一等軍曹」は「軍曹」と、「二等軍曹」は「伍長」と改称した。従来は下士の出身が同一であり同一の種類の下士であることから軍曹を一等・二等に区分してきたが、下士制度を改正し1年服役の短期下士と長期下士を設けたことから、短期下士に伍長の官名を用いて平時は軍曹に進級させないことにして、長期下士は初任は伍長として軍曹に進級させることにした 。このとき文武判任官等級表を改正して、三等の欄に陸軍各兵軍曹並び相当官を掲載し、四等の欄に陸軍各兵伍長並び相当官を掲載した。
1904年（明治37年）12月13日勅令第236号により陸軍武官官等表を改正し、各兵科下士の欄の中から陸軍屯田歩兵・騎兵・砲兵・工兵曹長以下を削る。
1910年（明治43年）6月17日に定めた文武判任官等級令（明治43年勅令第267号）では判任官の等級を4等に分け、別表の二等の欄に陸軍各兵曹長及び相当官を掲載し、三等の欄に陸軍各兵軍曹及び相当官を、四等の欄に陸軍各兵伍長及び相当官を掲載した。
1925年（大正14年）5月1日に大正14年勅令第160号を施行して陸軍武官官等表を改正し、航空兵を独立した兵科として、陸軍工兵曹長の項の次に陸軍航空兵曹長から陸軍航空兵伍長までを加えた。
1931年（昭和6年）11月7日勅令第270号（11月10日施行）により下士を下士官に改めた。
1940年（昭和15年）9月15日に昭和15年勅令第580号を施行して陸軍武官官等表を改正し、兵科の区分を廃止して、憲兵科下士官を憲兵下士官に改め、歩兵科・騎兵科・砲兵科・工兵科・航空兵科・輜重兵科下士官並びに各兵科下士官は兵科下士官に改めた。
1927年7月から1943年8月まで陸軍教導学校が仙台、豊橋、熊本に設置され、歩兵科の下士官養成が行われた。下士官候補者は、一年間の在営後に入学し、一年間の修学期間を経て、卒業後に下士官となった。豊橋教導学校では、1933年8月から1939年8月まで騎兵・砲兵科の下士官候補者の教育も実施した。
二等卒として入営（徴兵または志願）した場合、一等卒までは自動的に進級するが、上等兵以上は選抜によって進級する。判任官たる伍長以上になると勤続年数が20年以上に及んだ場合、叙位叙勲の栄誉を受ける機会もあり、また1904年3月2日には、下士官として6年以上勤続し、かつ勤務成績が優良なる者に対しては下士官勤功章などの表彰記章が授与された。
下士官たる軍曹は、内務班長（陸上自衛隊の営内班に相当する）を命ぜられることが多く、兵卒から下士官へ呼びかける際、実際に補職されているかどうかにかかわらず「班長」と呼称することが多かった。これを第二次世界大戦中・進駐後の日本・朝鮮動乱中の韓国軍との共同行動中などに見聞したアメリカ兵によって、honcho（班長転じて、リーダーシップを発揮する責任者の意）の語が英語に流入した。
士官候補生は、一般の兵卒と同じ階級が指定され、兵の最先任として先ず上等兵を命ぜられ、伍長、軍曹に順次定期進級し、見習士官たる曹長を経て少尉に任官されることとなっていた。
朝鮮軍人たる下士官は、旧韓国軍時代の階級名をそのまま保持し、陸軍○○特務正校（特務曹長相当）、陸軍○○正校（曹長相当）、陸軍○○副校（軍曹相当）、陸軍○○参校（伍長相当）の階級名を用いた。韓国軍は「大・中・少」ではなく「正・副・参」の順序を用い、「校」は下士官を表した（朝鮮軍人参照）。

#### 各兵諸工長並び各部の下士官
1873年（明治6年）5月8日太政官第154号の布告により陸軍武官官等表を改正し、将校下士・会計・軍医・馬医に分ける 。
会計部に一等書記（いっとうしょき）・二等書記（にとうしょき）・三等書記（さんとうしょき）、一等看病人（いっとうかんびょうにん）・二等看病人（にとうかんびょうにん）・三等看病人（さんとうかんびょうにん）、監獄（かんごく）を置く。その官等については一等書記・一等看病人を十一等、二等書記・二等看病人を十二等、三等書記・三等看病人・監獄を十三等官とし以上を下士と言う。その課を分けて監督、司契、糧食、被服、病院、裁判所囚獄の6課としこれを分任した 。
|        |        | 会計部   | 会計部   | 会計部   | 会計部   | 会計部       | 会計部       | 会計部   | 会計部   | 軍医部 | 軍医部 | 馬医部 |
| 監督課 | 司契課 | 糧食課   | 被服課   | 病院課   | 病院課   | 裁判所囚獄課 | 裁判所囚獄課 |          |          | 軍医部 | 軍医部 | 馬医部 |
| ------ | ------ | -------- | -------- | -------- | -------- | ------------ | ------------ | -------- | -------- | ------ | ------ | ------ |
| 十一等 | 下士   | 一等書記 | 一等書記 | 一等書記 | 一等書記 | 一等書記     | 一等看病人   | 一等書記 | 一等書記 |        |        |        |
| 十二等 | 下士   |          | 二等書記 | 二等書記 | 二等書記 | 二等書記     | 二等看病人   | 二等書記 | 二等書記 |        |        |        |
| 十三等 | 下士   |          | 三等書記 | 三等書記 | 三等書記 | 三等書記     | 三等看病人   | 三等書記 | 監獄     |        |        |        |
| 十四等 |        |          |          |          |          |              |              |          |          |        |        |        |
| 十五等 |        |          |          |          |          |              |              |          |          |        |        |        |

1874年（明治7年）11月8日に陸軍武官官等表及び陸軍武官表を改正する 。会計・軍医・馬医の3部の下士の名称は各部名を冠して、会計部下士（かいけいぶ・かし）、馬医部下士（ばいぶ・かし）等と称する 。
馬医部下士に一等馬医生・二等馬医生・三等馬医生を置き十一等から十三等までとする 。
|        | 会計部     | 会計部   | 会計部   | 会計部   | 会計部   | 会計部   | 会計部       | 会計部       | 会計部   | 軍医部 | 軍医部 | 軍医部 | 馬医部     | 馬医部     |
|        | 監督課     | 司契課   | 糧食課   | 被服課   | 病院課   | 病院課   | 裁判所囚獄課 | 裁判所囚獄課 |          | 軍医部 | 軍医部 | 軍医部 | 馬医部     | 馬医部     |
| ------ | ---------- | -------- | -------- | -------- | -------- | -------- | ------------ | ------------ | -------- | ------ | ------ | ------ | ---------- | ---------- |
| 十一等 | 会計部下士 | 一等書記 | 一等書記 | 一等書記 | 一等書記 | 一等書記 | 一等看病人   | 一等書記     | 一等書記 |        |        |        | 馬医部下士 | 一等馬医生 |
| 十二等 | 会計部下士 |          | 二等書記 | 二等書記 | 二等書記 | 二等書記 | 二等看病人   | 二等書記     | 二等書記 |        |        |        | 馬医部下士 | 二等馬医生 |
| 十三等 | 会計部下士 |          | 三等書記 | 三等書記 | 三等書記 | 三等書記 | 三等看病人   | 三等書記     | 監獄     |        |        |        | 馬医部下士 | 三等馬医生 |
| 十四等 |            |          |          |          |          |          |              |              |          |        |        |        |            |            |
| 十五等 |            |          |          |          |          |          |              |              |          |        |        |        |            |            |

1874年（明治7年）11月に工兵方面を定めて各経営部を廃止する 。
1875年（明治8年）2月に造兵司・武庫司の両司を廃止して、代わって砲兵本支廠を設置する 。
1875年（明治8年）9月24日に陸軍武官官等表を改正し、砲兵科に監護（かんご）・監守（かんしゅ）・監査（かんさ）一等・二等、一等火工教頭（いっとうかこうきょうとう）・二等火工教頭（にとうかこうきょうとう）、火工長（かこうちょう）、火工下長（かこうかちょう）、銃工長（じゅうこうちょう）・木工長（もっこうちょう）・鉄工長 （てっこうちょう）・鋳工長（ちゅうこうちょう）、銃工下長（じゅうこうかちょう）・木工下長（もっこうかちょう）・鉄工下長（てっこうかちょう）・鋳工下長（ちゅうこうかちょう）を置き、工兵科に監護を置き、軍楽部を設けて軍楽部下士（ぐんがくぶ・かし）に楽次長（がくじちょう）、楽師（がくし）、楽手（がくしゅ）を置き、その官等は監護、監守、監査、一等火工教頭、火工長、楽次長を十一等とし、二等火工教頭、火工下長、銃・木・鉄・鋳工長、楽師を十二等とし、銃・木・鉄・鋳工下長、楽手を十三等とする  。
砲兵科の監護は砲兵方面同本支廠に配置し、砲廠提理に直属する本局の課の監護は事毎に提理・副提理の命を受けて課務に従事して事務を判決した。ただし廠内他の部局へ照会・指令することは許されていない。
検査局点検課に置く小銃監査は専ら小銃並びに小銃属具を監定し、砲兵監護は大砲・属具を監定し、火工長は弾薬・諸具を監定する。その他の課や監材局・諸工廠・属廠の監護は帳簿の管理・記注、人員の分配・監査、倉庫の開閉や工銀の算計などを司らせた。また、監護・監守・監査等は砲兵曹長より歴進させるとした。
工兵科の工兵監護は、工兵方面に配置して上等監護の等級に次ぎ、工役長に属して工作の事務を分司し百工役夫を督責して工程の進否を監視するとした。また、工兵監護は曹長同級とし工兵科の下士官よりこれに任じた。工兵監護は工役長に属し建築もしくは修繕の工事について一工程を専任とし、工役長より受けるところの方面の命令と図面雛形等によって工人役夫を指揮し材料の良否と度量の適否とを査実してわずかな差異もないようにさせる必要があるとした。その材料物品の代償を支払いもしくは工夫の賃銭を支度し人員材料を査実する等は監護の専任であって一々帳簿に記帳してこれをその官の責に任じて遺脱を許さず、その大建築は毎週の初めに前週の工程進歩の度と費用の計算とを立て工役長に報告し、修繕小工業等は竣工してから同じく報告を提出することとした。
|        |      | 砲兵科         | 砲兵科         | 砲兵科         | 砲兵科       | 砲兵科   | 砲兵科   | 砲兵科   | 砲兵科   | 砲兵科   | 工兵科         | 軍楽部     | 軍楽部         |
| ------ | ---- | -------------- | -------------- | -------------- | ------------ | -------- | -------- | -------- | -------- | -------- | -------------- | ---------- | -------------- |
| 十一等 | 下士 | 監護 一等 二等 | 監守 一等 二等 | 監査 一等 二等 | 一等火工教頭 | 火工長   |          |          |          |          | 監護 一等 二等 | 軍楽部下士 | 楽次長         |
| 十二等 | 下士 |                |                |                | 二等火工教頭 | 火工下長 | 銃工長   | 木工長   | 鉄工長   | 鋳工長   |                | 軍楽部下士 | 楽師 一等 二等 |
| 十三等 | 下士 |                |                |                |              |          | 銃工下長 | 木工下長 | 鉄工下長 | 鋳工下長 |                | 軍楽部下士 | 楽手 一等 二等 |

1875年（明治8年）11月24日に陸軍武官服制を改正し、陸軍銃工・鋳工・鞍工臂章などを規定した。
1875年（明治8年）12月17日に陸軍給与概則を定める。会計・軍医・馬医・軍楽部及び砲・工兵科上等監護以下の俸給表があり、明治7年11月や明治8年9月の陸軍武官表にない官名として鞍工長（あんこうちょう）が銃・木・鍛・鋳工長と同じ欄に、鞍工下長（あんこうかちょう）が銃・木・鍛・鋳工下長と同じ欄にある。
1879年（明治12年）10月10日太政官第39号達により武官官等表を改正する。
陸軍武官将校・下士の科名を廃止して佐官以下はその科名であった参謀・憲兵・歩兵・騎兵・砲兵・工兵・輜重兵の字を冠することにして、砲兵監護・砲兵監守・砲兵監査・工兵監護などとし 。騎兵の中に蹄鉄工長（ていてつこうちょう）及び蹄鉄工下長（ていてつこうかちょう）、砲兵の中に鞍工長及び同下長を置き、工長は他の工長と並んで十二等、下長は他の下長と並んで十三等とする 。会計部ではその課名を廃止してその官名に会計の字を冠することにして、会計一等書記・会計二等書記・会計三等書記とした 。ただし、監獄は元のまま会計の字を冠さない 。そして、従前会計部に属した看病人はこれを軍医部に属し軍医部下士（ぐんいぶ・かし）とした 。
| 十一等 | 下士 |            | 砲兵監護 一等 二等 | 砲兵監守 一等 二等 | 砲兵監査 一等 二等 | 一等火工教頭 | 火工長   |          |          |          |          |          | 工兵監護 一等 二等 | 会計部下士 | 会計一等書記 一等 二等 |                | 軍医部下士 | 一等看病人 一等 二等 | 一等看病人 一等 二等 | 馬医部下士 | 一等馬医生 一等 二等 | 軍楽部下士 | 楽次長         |
| 十二等 | 下士 | 蹄鉄工長   |                    |                    |                    | 二等火工教頭 | 火工下長 | 鞍工長   | 銃工長   | 木工長   | 鍜工長   | 鋳工長   |                    | 会計部下士 | 会計二等書記 一等 二等 |                | 軍医部下士 | 二等看病人 一等 二等 | 二等看病人 一等 二等 | 馬医部下士 | 二等馬医生 一等 二等 | 軍楽部下士 | 楽師 一等 二等 |
| 十三等 | 下士 | 蹄鉄工下長 |                    |                    |                    |              |          | 鞍工下長 | 銃工下長 | 木工下長 | 鍜工下長 | 鋳工下長 |                    | 会計部下士 | 会計三等書記 一等 二等 | 監獄 一等 二等 | 軍医部下士 | 三等看病人 一等 二等 | 三等看病人 一等 二等 | 馬医部下士 | 三等馬医生 一等 二等 | 軍楽部下士 | 楽手 一等 二等 |
| 十四等 |      |            |                    |                    |                    |              |          |          |          |          |          |          |                    |            |                        |                |            |                      |                      |            |                      |            |                |
| 十五等 |      |            |                    |                    |                    |              |          |          |          |          |          |          |                    |            |                        |                |            |                      |                      |            |                      |            |                |
| 十六等 |      |            |                    |                    |                    |              |          |          |          |          |          |          |                    |            |                        |                |            |                      |                      |            |                      |            |                |
| 十七等 |      |            |                    |                    |                    |              |          |          |          |          |          |          |                    |            |                        |                |            |                      |                      |            |                      |            |                |

1883年（明治16年）5月4日太政官第21号達で陸軍武官官等表を改正した。
将官並びに相当官の他はすべて官名から陸軍の二字を除き、蹄鉄工長及び同下長に騎兵の二字を冠し、火工教頭を廃止し、火・鞍・銃・木・鍛・鋳工長及び同下長に砲兵の二字を冠し、砲兵鍛工長（ほうへい・たんこうちょう）・砲兵鍛工下長（ほうへい・たんこうかちょう）などとした 。
会計部は監獄を廃止した  。
軍医部は一・二・三等看病人を一等看護長（いっとうかんごちょう）・二等看護長（にとうかんごちょう）・三等看護長（さんとうかんごちょう）に改めた 。
軍楽部は楽次長・楽師・楽手を軍楽次長（ぐんがくじちょう）、一等軍楽手（いっとうぐんがくしゅ）・二等軍楽手（にとうぐんがくしゅ）に改めた 。
| 十一等 | 下士 |                | 砲兵監護 一等 二等 | 砲兵監守 一等 二等 | 砲兵監査 一等 二等 | 砲兵火工長   |              |              |              |              |              | 工兵監護 一等 二等 | 会計部下士 | 会計一等書記 一等 二等 | 会計一等書記 一等 二等 | 軍医部下士 | 一等看護長 一等 二等 | 一等看護長 一等 二等 | 馬医部下士 | 一等馬医生 一等 二等 | 軍楽部下士 | 軍楽次長             |
| 十二等 | 下士 | 騎兵蹄鉄工長   |                    |                    |                    | 砲兵火工下長 | 砲兵鞍工長   | 砲兵銃工長   | 砲兵木工長   | 砲兵鍛工長   | 砲兵鋳工長   |                    | 会計部下士 | 会計二等書記 一等 二等 | 会計二等書記 一等 二等 | 軍医部下士 | 二等看護長 一等 二等 | 二等看護長 一等 二等 | 馬医部下士 | 二等馬医生 一等 二等 | 軍楽部下士 | 一等軍楽手 一等 二等 |
| 十三等 | 下士 | 騎兵蹄鉄工下長 |                    |                    |                    |              | 砲兵鞍工下長 | 砲兵銃工下長 | 砲兵木工下長 | 砲兵鍛工下長 | 砲兵鋳工下長 |                    | 会計部下士 | 会計三等書記 一等 二等 | 会計三等書記 一等 二等 | 軍医部下士 | 三等看護長 一等 二等 | 三等看護長 一等 二等 | 馬医部下士 | 三等馬医生 一等 二等 | 軍楽部下士 | 二等軍楽手 一等 二等 |
| 十四等 |      |                |                    |                    |                    |              |              |              |              |              |              |                    |            |                        |                        |            |                      |                      |            |                      |            |                      |
| 十五等 |      |                |                    |                    |                    |              |              |              |              |              |              |                    |            |                        |                        |            |                      |                      |            |                      |            |                      |
| 十六等 |      |                |                    |                    |                    |              |              |              |              |              |              |                    |            |                        |                        |            |                      |                      |            |                      |            |                      |
| 十七等 |      |                |                    |                    |                    |              |              |              |              |              |              |                    |            |                        |                        |            |                      |                      |            |                      |            |                      |

1884年（明治17年）5月14日太政官第44号達により陸軍武官官等表の中の下士の部を改正し、砲兵監守・砲兵監査を廃止した。
| 十一等 | 下士 |                | 砲兵監護 一等 二等 | 砲兵火工長   |              |              |              |              |              | 工兵監護 一等 二等 |
| 十二等 | 下士 | 騎兵蹄鉄工長   |                    | 砲兵火工下長 | 砲兵鞍工長   | 砲兵銃工長   | 砲兵木工長   | 砲兵鍛工長   | 砲兵鋳工長   |                    |
| 十三等 | 下士 | 騎兵蹄鉄工下長 |                    |              | 砲兵鞍工下長 | 砲兵銃工下長 | 砲兵木工下長 | 砲兵鍛工下長 | 砲兵鋳工下長 |                    |

1885年（明治18年）2月4日太政官第6号達により陸軍武官官等表を改正して、馬医部は獣医部に改めて一等看馬長・二等看馬長・三等看馬長を十一等から十三等までに充ててこれを獣医部下士とした。
| 十一等 | 獣医部下士 | 一等看馬長 一等 二等 |
| 十二等 | 獣医部下士 | 二等看馬長 一等 二等 |
| 十三等 | 獣医部下士 | 三等看馬長 一等 二等 |

1886年（明治19年）3月9日勅令第4号で陸軍武官官等表を改正して再び官名に陸軍の2字を冠することとし、会計部の中の監督及び軍吏をそれぞれ監督部及び軍吏部とした  。
1886年（明治19年）3月12日陸軍省令乙第1号により陸軍各兵科武官へは文官より転任することが出来なくなる 。
1886年（明治19年）3月12日に陸軍省令乙第9号により陸軍監獄署の看守長及び書記について、いま任用している軍吏部下士より勤務させて以後は欠員がある毎に各兵科下士を以って補欠し、陸軍監獄署の一二三等書記については従前の書記の定員を分けてこれに充てることにした。
1886年（明治19年）3月12日に高等官官等俸給令（明治19年勅令第6号）を定め、同年4月29日に判任官官等俸給令（明治19年勅令第36号）を定めて高等官と判任官は別の官等の枠組みをそれぞれ用いることになったことから、明治19年勅令第37号により陸軍准士官・下士の官等は10等に分けた判任官のうち判任一等より四等までとした 。
| 下士 |                    | 陸軍砲兵監護 | 陸軍砲兵火工長   |                  |                  |                  |                  |                  | 陸軍工兵監護 |  |              | 軍吏部下士 | 陸軍一等書記   | 軍医部下士     | 陸軍一等看護長 | 陸軍一等看護長 | 獣医部下士 | 陸軍一等看馬長 | 軍楽部下士 | 陸軍軍楽次長 |
| 下士 | 陸軍騎兵蹄鉄工長   |              | 陸軍砲兵火工下長 | 陸軍砲兵鞍工長   | 陸軍砲兵銃工長   | 陸軍砲兵木工長   | 陸軍砲兵鍛工長   | 陸軍砲兵鋳工長   |              |  | 陸軍二等書記 | 軍吏部下士 | 陸軍二等看護長 | 陸軍二等看護長 | 陸軍二等看馬長 | 陸軍一等軍楽手 | 獣医部下士 |                | 軍楽部下士 |              |
| 下士 | 陸軍騎兵蹄鉄工下長 |              |                  | 陸軍砲兵鞍工下長 | 陸軍砲兵銃工下長 | 陸軍砲兵木工下長 | 陸軍砲兵鍛工下長 | 陸軍砲兵鋳工下長 |              |  | 陸軍三等書記 | 軍吏部下士 | 陸軍三等看護長 | 陸軍三等看護長 | 陸軍三等看馬長 | 陸軍二等軍楽手 | 獣医部下士 |                | 軍楽部下士 |              |

1886年（明治19年）6月17日陸軍省令乙第90号により陸軍看馬長を解職した。
そして、陸軍省令乙第91号により陸軍看馬長の職務については乗馬隊の下士及び蹄鉄工長に兼ねさせることにした。
1888年（明治21年）5月12日に陸軍の編制を鎮台制から師団制に転換した。
1888年（明治21年）6月27日勅令第47号により軍医部を衛生部に改め、衛生部下士の区画に陸軍一等調剤手、陸軍二等調剤手 、陸軍三等調剤手を加え、獣医部下士の部を削除した。
1890年（明治23年）2月12日勅令第12号により陸軍武官官等表を改正し、陸軍砲兵鋳工長の次に陸軍砲兵蹄鉄工長、陸軍砲兵鋳工下長の次に陸軍砲兵蹄鉄工下長、陸軍輜重兵一等軍曹の次に陸軍輜重兵蹄鉄工長、陸軍輜重兵二等軍曹の次に陸軍輜重兵蹄鉄工下長を加えた。
1890年（明治23年）3月22日に判任官官等俸給令を改正・追加して判任官を6等に分けるが、陸軍准士官・下士の官等は判任一等より四等までとしたことに変更はない。
1890年（明治23年）6月27日勅令第110号により陸軍武官官等表を改正し、歩・騎・砲・工・輜重兵の各兵科下士の部に陸軍各兵縫工長・陸軍各兵縫工下長、陸軍各兵靴工長・陸軍各兵靴工下長を加え、陸軍砲兵火工長・同下長の名称を止めて陸軍火工曹長・陸軍火工一等軍曹に改めてその下に陸軍火工二等軍曹を加え、工兵科の中に陸軍砲台監守を設けた。
| 下士 |                  |                  |                    |                  |                  | 陸軍火工曹長     | 陸軍砲兵監護 |                  |                  |                  |                  |                  |                    |                  |                  | 陸軍工兵監護 | 陸軍砲台監守 |                  |                  |                      |                    |                    |
| 下士 | 陸軍歩兵縫工長   | 陸軍歩兵靴工長   | 陸軍騎兵蹄鉄工長   | 陸軍騎兵縫工長   | 陸軍騎兵靴工長   | 陸軍火工一等軍曹 |              | 陸軍砲兵鞍工長   | 陸軍砲兵銃工長   | 陸軍砲兵木工長   | 陸軍砲兵鍛工長   | 陸軍砲兵鋳工長   | 陸軍砲兵蹄鉄工長   | 陸軍砲兵縫工長   | 陸軍砲兵靴工長   |              |              | 陸軍工兵縫工長   | 陸軍工兵靴工長   | 陸軍輜重兵蹄鉄工長   | 陸軍輜重兵縫工長   | 陸軍輜重兵靴工長   |
| 下士 | 陸軍歩兵縫工下長 | 陸軍歩兵靴工下長 | 陸軍騎兵蹄鉄工下長 | 陸軍騎兵縫工下長 | 陸軍騎兵靴工下長 | 陸軍火工二等軍曹 |              | 陸軍砲兵鞍工下長 | 陸軍砲兵銃工下長 | 陸軍砲兵木工下長 | 陸軍砲兵鍛工下長 | 陸軍砲兵鋳工下長 | 陸軍砲兵蹄鉄工下長 | 陸軍砲兵縫工下長 | 陸軍砲兵靴工下長 |              |              | 陸軍工兵縫工下長 | 陸軍工兵靴工下長 | 陸軍輜重兵蹄鉄工下長 | 陸軍輜重兵縫工下長 | 陸軍輜重兵靴工下長 |

1891年（明治24年）3月20日勅令第28号により陸軍武官官等表を改正し、見だしの「下士」に各兵科を冠し、屯田兵の兵科を廃止して屯田歩兵・騎兵・砲兵・工兵はその兵科を区別できる官名を加え、軍吏部の位置を獣医部の次に置いた 。
| 各兵科下士 |                  |                  |                    |                        |                  |                  | 陸軍火工曹長     | 陸軍屯田火工曹長     | 陸軍砲兵監護     |                      |                  |                      |                  |                      |                  |                      |                  |                    |                        |                  |                  | 陸軍工兵監護     | 陸軍砲台監守     |                      |                    |                    |                |                | 衛生部下士 | 陸軍一等看護長 | 陸軍一等調剤手 |  |  | 軍吏部下士 | 陸軍一等書記 | 軍楽部下士 | 陸軍軍楽次長 |
| 各兵科下士 | 陸軍歩兵縫工長   | 陸軍歩兵靴工長   | 陸軍騎兵蹄鉄工長   | 陸軍屯田騎兵蹄鉄工長   | 陸軍騎兵縫工長   | 陸軍騎兵靴工長   | 陸軍火工一等軍曹 | 陸軍屯田火工一等軍曹 | 陸軍砲兵鞍工長   | 陸軍屯田砲兵鞍工長   | 陸軍砲兵銃工長   | 陸軍屯田砲兵銃工長   | 陸軍砲兵木工長   | 陸軍屯田砲兵木工長   | 陸軍砲兵鍛工長   | 陸軍屯田砲兵鍛工長   | 陸軍砲兵鋳工長   | 陸軍砲兵蹄鉄工長   | 陸軍屯田砲兵蹄鉄工長   | 陸軍砲兵縫工長   | 陸軍砲兵靴工長   | 陸軍工兵縫工長   | 陸軍工兵靴工長   | 陸軍輜重兵蹄鉄工長   | 陸軍輜重兵縫工長   | 陸軍輜重兵靴工長   | 陸軍二等看護長 | 陸軍二等調剤手 | 衛生部下士 | 陸軍二等書記   | 陸軍一等軍楽手 |  |  | 軍吏部下士 |              | 軍楽部下士 |              |
| 各兵科下士 | 陸軍歩兵縫工下長 | 陸軍歩兵靴工下長 | 陸軍騎兵蹄鉄工下長 | 陸軍屯田騎兵蹄鉄工下長 | 陸軍騎兵縫工下長 | 陸軍騎兵靴工下長 | 陸軍火工二等軍曹 | 陸軍屯田火工二等軍曹 | 陸軍砲兵鞍工下長 | 陸軍屯田砲兵鞍工下長 | 陸軍砲兵銃工下長 | 陸軍屯田砲兵銃工下長 | 陸軍砲兵木工下長 | 陸軍屯田砲兵木工下長 | 陸軍砲兵鍛工下長 | 陸軍屯田砲兵鍛工下長 | 陸軍砲兵鋳工下長 | 陸軍砲兵蹄鉄工下長 | 陸軍屯田砲兵蹄鉄工下長 | 陸軍砲兵縫工下長 | 陸軍砲兵靴工下長 | 陸軍工兵縫工下長 | 陸軍工兵靴工下長 | 陸軍輜重兵蹄鉄工下長 | 陸軍輜重兵縫工下長 | 陸軍輜重兵靴工下長 | 陸軍三等看護長 | 陸軍三等調剤手 | 衛生部下士 | 陸軍三等書記   | 陸軍二等軍楽手 |  |  | 軍吏部下士 |              | 軍楽部下士 |              |

1891年（明治24年）7月24日に高等官任命及俸給令（明治24年勅令第82号）を定めて従前の高等官官等俸給令（明治19年勅令第6号）を廃止し、また判任官俸給令（明治24年勅令第83号）を定め判任官官等俸給令（明治19年勅令第36号）を廃止して、文武官の官等を廃止した。
1891年（明治24年）12月28日に文武判任官等級表（明治24年勅令第249号）を定めて判任官を5等の等級に分け一等から五等までとした。
| 二等 | 陸軍各兵曹長・陸軍火工曹長・陸軍砲工兵監護・陸軍砲台監守並び相当官 |
| 三等 | 陸軍各兵一等軍曹・陸軍火工一等軍曹・陸軍諸工長並び相当官           |
| 四等 | 陸軍各兵二等軍曹・陸軍火工二等軍曹・陸軍諸工下長並び相当官         |
| 五等 |                                                                    |

1894年（明治27年）4月12日勅令第43号により文武判任官等級表を改正した。
| 二等 | 陸軍各兵曹長並び相当官     | 陸軍火工曹長     | 陸軍屯田火工曹長     | 陸軍砲工兵監護   | 陸軍砲台監守 |
| 三等 | 陸軍各兵一等軍曹並び相当官 | 陸軍火工一等軍曹 | 陸軍屯田火工一等軍曹 | 陸軍各兵諸工長   |              |
| 四等 | 陸軍各兵二等軍曹並び相当官 | 陸軍火工二等軍曹 | 陸軍屯田火工二等軍曹 | 陸軍各兵諸工下長 |              |
| 五等 |                            |                  |                      |                  |              |

1894年（明治27年）7月25日から1895年（明治28年）4月17日にかけて日清戦争があった。
1899年（明治32年）12月1日施行した勅令第411号により陸軍武官官等表の中の各兵科・各部下士の各欄を改正し、各兵諸工長に曹長相当の階級を設けて陸軍各兵一等諸工長・陸軍各兵二等諸工長・陸軍各兵三等諸工長とし、軍吏部下士の書記の名称を改めて陸軍一等計手・陸軍二等計手とし、軍楽部下士の各官名を改めて陸軍一等楽手・陸軍二等楽手・陸軍三等楽手とした。
明治32年勅令第412号により文武判任官等級表を改正し、二等の欄の陸軍火工曹長を陸軍各兵一等諸工長に改め、陸軍屯田火工曹長・陸軍砲工兵監護・陸軍砲台監守を削り、三等の欄の陸軍各兵一等軍曹並び相当官を陸軍各兵軍曹並び相当官に改め、陸軍火工一等軍曹を陸軍各兵二等諸工長に改め、陸軍屯田火工一等軍曹・陸軍各兵諸工長を削り、四等の欄の陸軍各兵二等軍曹並び相当官を陸軍各兵伍長並び相当官に、陸軍各兵諸工下長を陸軍各兵三等諸工長に改め、陸軍屯田火工二等軍曹・陸軍各兵諸工下長を削る。
| 各兵科下士 | 陸軍騎兵一等蹄鉄工長 | 陸軍砲兵一等鞍工長 | 陸軍砲兵一等銃工長 | 陸軍砲兵一等木工長 | 陸軍砲兵一等鍛工長 | 陸軍砲兵一等蹄鉄工長 | 陸軍輜重兵一等蹄鉄工長 |                |              | 衛生部下士 | 陸軍一等看護長 |                |              | 軍吏部下士 | 陸軍一等計手 | 陸軍一等縫工長 | 陸軍一等靴工長 | 軍楽部下士 | 陸軍一等楽手 |
| 各兵科下士 | 陸軍騎兵二等蹄鉄工長 | 陸軍砲兵二等鞍工長 | 陸軍砲兵二等銃工長 | 陸軍砲兵二等木工長 | 陸軍砲兵二等鍛工長 | 陸軍砲兵二等蹄鉄工長 | 陸軍輜重兵二等蹄鉄工長 | 陸軍二等看護長 | 陸軍二等計手 | 衛生部下士 | 陸軍二等縫工長 | 陸軍二等靴工長 | 陸軍二等楽手 | 軍吏部下士 |              |                |                | 軍楽部下士 |              |
| 各兵科下士 | 陸軍騎兵三等蹄鉄工長 | 陸軍砲兵三等鞍工長 | 陸軍砲兵三等銃工長 | 陸軍砲兵三等木工長 | 陸軍砲兵三等鍛工長 | 陸軍砲兵三等蹄鉄工長 | 陸軍輜重兵三等蹄鉄工長 | 陸軍三等看護長 |              | 衛生部下士 | 陸軍三等縫工長 | 陸軍三等靴工長 | 陸軍三等楽手 | 軍吏部下士 |              |                |                | 軍楽部下士 |              |

1900年（明治33年）6月20日から1901年（明治34年）9月7日にかけて義和団の乱があった。
1902年（明治35年）2月1日に明治35勅令第11号を施行して陸軍武官官等表を改正し、軍吏部下士を経理部下士とした。
| 各兵科下士 |                |                | 陸軍騎兵一等蹄鉄工長 | 陸軍騎兵一等蹄鉄工長 | 陸軍騎兵一等蹄鉄工長 | 陸軍砲兵一等鞍工長 | 陸軍砲兵一等鞍工長 | 陸軍砲兵一等銃工長 | 陸軍砲兵一等木工長 | 陸軍砲兵一等鍛工長   | 陸軍砲兵一等蹄鉄工長 | 陸軍砲兵一等蹄鉄工長 |                |                | 陸軍輜重兵一等蹄鉄工長 | 陸軍輜重兵一等蹄鉄工長 | 陸軍輜重兵一等蹄鉄工長 | 経理部下士 | 陸軍一等計手 | 陸軍一等縫工長 | 陸軍一等靴工長 | 衛生部下士 | 陸軍一等看護長 | 陸軍一等看護長 |              |  | 軍楽部下士 | 陸軍一等楽手 |
| 各兵科下士 |                |                | 陸軍騎兵二等蹄鉄工長 | 陸軍騎兵二等蹄鉄工長 | 陸軍騎兵二等蹄鉄工長 | 陸軍砲兵二等鞍工長 | 陸軍砲兵二等鞍工長 | 陸軍砲兵二等銃工長 | 陸軍砲兵二等木工長 | 陸軍砲兵二等鍛工長   | 陸軍砲兵二等蹄鉄工長 | 陸軍砲兵二等蹄鉄工長 |                |                | 陸軍輜重兵二等蹄鉄工長 | 陸軍輜重兵二等蹄鉄工長 | 陸軍輜重兵二等蹄鉄工長 | 経理部下士 | 陸軍二等計手 | 陸軍二等縫工長 | 陸軍二等靴工長 | 衛生部下士 | 陸軍二等看護長 | 陸軍二等看護長 | 陸軍二等楽手 |  | 軍楽部下士 |              |
| 各兵科下士 | 陸軍歩兵縫工長 | 陸軍歩兵靴工長 | 陸軍騎兵三等蹄鉄工長 | 陸軍騎兵縫工長       | 陸軍騎兵靴工長       | 陸軍砲兵三等鞍工長 | 陸軍砲兵三等銃工長 | 陸軍砲兵三等木工長 | 陸軍砲兵三等鍛工長 | 陸軍砲兵三等蹄鉄工長 | 陸軍砲兵縫工長       | 陸軍砲兵靴工長       | 陸軍工兵縫工長 | 陸軍工兵靴工長 | 陸軍輜重兵三等蹄鉄工長 | 陸軍輜重兵縫工長       | 陸軍輜重兵靴工長       | 経理部下士 | 陸軍三等計手 | 陸軍三等縫工長 | 陸軍三等靴工長 | 衛生部下士 | 陸軍三等看護長 | 陸軍三等看護長 | 陸軍三等楽手 |  | 軍楽部下士 |              |

1904年（明治37年）12月13日勅令第236号により陸軍武官官等表を改正し、各兵科下士の欄の中から陸軍各兵科縫・靴工長を削る。
1904年（明治37年）2月から1905年（明治38年）9月にかけて日露戦争があった。
1910年（明治43年）6月17日に文武判任官等級令（明治43年勅令第267号）を定めて文武判任官等級表を廃止して、判任官の等級を4等に分けて一等から四等までとした。
|      | 陸軍准士官及び下士     | 陸軍准士官及び下士 |
| ---- | ---------------------- | ------------------ |
| 二等 | 陸軍各兵曹長及び相当官 | 陸軍各兵一等諸工長 |
| 三等 | 陸軍各兵軍曹及び相当官 | 陸軍各兵二等諸工長 |
| 四等 | 陸軍各兵伍長及び相当官 | 陸軍各兵三等諸工長 |

1912年（明治45年）2月24日勅令第8号により陸軍武官官等表を改正し、陸軍騎・砲・輜重兵一等蹄鉄工長、同二等蹄鉄工長、同三等蹄鉄工長を廃止して獣医部下士に陸軍一・二・三等蹄鉄工長を置き、附則により陸軍騎・砲・輜重兵一等蹄鉄工長、同二等蹄鉄工長、同三等蹄鉄工長は別に辞令書を用いずに、陸軍一等蹄鉄工長・陸軍二等蹄鉄工長・陸軍三等蹄鉄工長に任ぜられたものとした。
| 各兵科下士 | 陸軍砲兵一等鞍工長 | 陸軍砲兵一等銃工長 | 陸軍砲兵一等木工長 | 陸軍砲兵一等鍛工長 | 経理部下士 | 陸軍一等計手 | 陸軍一等縫工長 | 陸軍一等靴工長 | 衛生部下士 | 陸軍一等看護長 | 獣医部下士 | 陸軍一等蹄鉄工長 | 軍楽部下士 | 陸軍一等楽手 |
| 各兵科下士 | 陸軍砲兵二等鞍工長 | 陸軍砲兵二等銃工長 | 陸軍砲兵二等木工長 | 陸軍砲兵二等鍛工長 | 経理部下士 | 陸軍二等計手 | 陸軍二等縫工長 | 陸軍二等靴工長 | 衛生部下士 | 陸軍二等看護長 | 獣医部下士 | 陸軍二等蹄鉄工長 | 軍楽部下士 | 陸軍二等楽手 |
| 各兵科下士 | 陸軍砲兵三等鞍工長 | 陸軍砲兵三等銃工長 | 陸軍砲兵三等木工長 | 陸軍砲兵三等鍛工長 | 経理部下士 | 陸軍三等計手 | 陸軍三等縫工長 | 陸軍三等靴工長 | 衛生部下士 | 陸軍三等看護長 | 獣医部下士 | 陸軍三等蹄鉄工長 | 軍楽部下士 | 陸軍三等楽手 |

1914年（大正3年）7月28日から第一次世界大戦が始まる。
1915年（大正4年）9月1日に大正4年勅令第155号を施行して陸軍武官官等表を改正し、衛生部下士に陸軍一等磨工長・陸軍二等磨工長・陸軍三等磨工長を置いた。
| 衛生部下士 | 陸軍一等看護長 | 陸軍一等磨工長 |
| 衛生部下士 | 陸軍二等看護長 | 陸軍二等磨工長 |
| 衛生部下士 | 陸軍三等看護長 | 陸軍三等磨工長 |

1918年（大正7年）8月12日にシベリア出兵する。
1918年（大正7年）11月11日に第一次世界大戦が終わる。
1920年（大正9年）8月10日に大正9年勅令第241号を施行して陸軍武官官等表を改正し、各兵科下士の欄の陸軍砲兵曹長の列の次に陸軍砲兵一等火工長・陸軍砲兵二等火工長・陸軍砲兵三等火工長を加え、陸軍砲兵一・二・三等木工長を削り、陸軍工兵曹長の列の次に陸軍工兵一等木工長・陸軍工兵二等木工長・陸軍工兵三等木工長・陸軍工兵一等機工長・陸軍工兵二等機工長・陸軍工兵三等機工長・陸軍工兵一等電工長・陸軍工兵二等電工長・陸軍工兵三等電工長を加え、附則により陸軍砲兵一等木工長・陸軍砲兵二等木工長または陸軍砲兵三等木工長である者は各陸軍工兵一等木工長・陸軍工兵二等木工長または陸軍工兵三等木工長に特にこれを任用することができ、別に辞令書を用いないときは各同俸給を以てこれに任ぜられたものとした 。
| 各兵科下士 | 陸軍砲兵一等火工長 | 陸軍砲兵一等鞍工長 | 陸軍砲兵一等銃工長 | 陸軍砲兵一等鍛工長 | 陸軍工兵一等木工長 | 陸軍工兵一等機工長 | 陸軍工兵一等電工長 |
| 各兵科下士 | 陸軍砲兵二等火工長 | 陸軍砲兵二等鞍工長 | 陸軍砲兵二等銃工長 | 陸軍砲兵二等鍛工長 | 陸軍工兵二等木工長 | 陸軍工兵二等機工長 | 陸軍工兵二等電工長 |
| 各兵科下士 | 陸軍砲兵三等火工長 | 陸軍砲兵三等鞍工長 | 陸軍砲兵三等銃工長 | 陸軍砲兵三等鍛工長 | 陸軍工兵三等木工長 | 陸軍工兵三等木工長 | 陸軍工兵三等機工長 |

1922年（大正11年）10月にシベリアから撤兵した。
1931年（昭和6年）9月18日に満洲事変が起こる。
1931年（昭和6年）11月10日に昭和6年勅令第270号を施行して陸軍武官官等表を改正し、下士を下士官と改めた。
1932年（昭和7年）1月28日に第一次上海事変が起こる。
1932年（昭和7年）3月1日から日ソ国境紛争が始る。
1937年（昭和12年）2月15日に昭和12年勅令第12号を施行して陸軍武官官等表を改正して砲工兵諸工長及び各部下士官の官名を各兵科のものに一致させて曹長・軍曹・伍長とし、附則により現に附則第2項の表の上欄に掲げる官に在る者は辞令を用いず各その相当の下欄に掲げる官に任ぜられたものとし、従前の法令の中で附則第2項の表の上欄に掲げる官に関する規定は各その相当の下欄に掲げる官にこれを適用するとし、また従前の法令の中で附則第3項の表の上欄に掲げる者に関する規定は各その相当の下欄に掲げる者にこれを適用するとした。
このとき文武判任官等級令も改正している。
| 各兵科下士官 | 陸軍憲兵曹長 | 陸軍歩兵曹長 | 陸軍騎兵曹長 | 陸軍砲兵曹長 | 陸軍火工曹長 | 陸軍鞍工曹長 | 陸軍銃工曹長 | 陸軍鍛工曹長 | 陸軍工兵曹長 | 陸軍木工曹長 | 陸軍機工曹長 | 陸軍電工曹長 | 陸軍航空兵曹長 | 陸軍輜重兵曹長 | 経理部下士官 | 陸軍主計曹長 | 陸軍縫工曹長 | 陸軍装工曹長 | 衛生部下士官 | 陸軍衛生曹長 | 陸軍療工曹長 | 獣医部下士官 | 陸軍獣医務曹長 | 軍楽部下士官 | 陸軍軍楽曹長 |
| 各兵科下士官 | 陸軍憲兵軍曹 | 陸軍歩兵軍曹 | 陸軍騎兵軍曹 | 陸軍砲兵軍曹 | 陸軍火工軍曹 | 陸軍鞍工軍曹 | 陸軍銃工軍曹 | 陸軍鍛工軍曹 | 陸軍工兵軍曹 | 陸軍木工軍曹 | 陸軍機工軍曹 | 陸軍電工軍曹 | 陸軍航空兵軍曹 | 陸軍輜重兵軍曹 | 経理部下士官 | 陸軍主計軍曹 | 陸軍縫工軍曹 | 陸軍装工軍曹 | 衛生部下士官 | 陸軍衛生軍曹 | 陸軍療工軍曹 | 獣医部下士官 | 陸軍獣医務軍曹 | 軍楽部下士官 | 陸軍軍楽軍曹 |
| 各兵科下士官 | 陸軍憲兵伍長 | 陸軍歩兵伍長 | 陸軍騎兵伍長 | 陸軍砲兵伍長 | 陸軍火工伍長 | 陸軍鞍工伍長 | 陸軍銃工伍長 | 陸軍鍛工伍長 | 陸軍工兵伍長 | 陸軍木工伍長 | 陸軍機工伍長 | 陸軍電工伍長 | 陸軍航空兵伍長 | 陸軍輜重兵伍長 | 経理部下士官 | 陸軍主計伍長 | 陸軍縫工伍長 | 陸軍装工伍長 | 衛生部下士官 | 陸軍衛生伍長 | 陸軍療工伍長 | 獣医部下士官 | 陸軍獣医務伍長 | 軍楽部下士官 | 陸軍軍楽伍長 |

| 陸軍砲兵一（二、三）等火（鞍、銃、鍛）工長 | 陸軍工兵一（二、三）等木（機、電）工長 | 陸軍上（一、二、三）等計手       | 陸軍上（一、二、三）等縫（靴）工長     | 陸軍上（一、二、三）等看護長     | 陸軍上（一、二、三）等磨工長     | 陸軍上（一、二、三）等蹄鉄工長     | 陸軍一（二、三）等楽手     |
| 陸軍火（鞍、銃、鍛）工曹長（軍曹、伍長）   | 陸軍木（機、電）工曹長（軍曹、伍長）   | 陸軍主計准尉（曹長、軍曹、伍長） | 陸軍縫（装）工准尉（曹長、軍曹、伍長） | 陸軍衛生准尉（曹長、軍曹、伍長） | 陸軍療工准尉（曹長、軍曹、伍長） | 陸軍獣医務准尉（曹長、軍曹、伍長） | 陸軍軍楽曹長（軍曹、伍長） |

| 砲（工）兵工長               | 計手               | 縫（靴）工長             | 看護長             | 磨工長             | 蹄鉄工長             | 楽手       |
| 砲（工）兵技術准士官、下士官 | 主計准士官、下士官 | 縫（装）工准士官、下士官 | 衛生准士官、下士官 | 療工准士官、下士官 | 獣医務准士官、下士官 | 軍楽下士官 |

|      | 陸軍准士官及び下士官 | 陸軍准士官及び下士官 |
| ---- | -------------------- | -------------------- |
| 二等 | 陸軍各兵科曹長       | 陸軍各部曹長         |
| 三等 | 陸軍各兵科軍曹       | 陸軍各部軍曹         |
| 四等 | 陸軍各兵科伍長       | 陸軍各部伍長         |

1937年（昭和12年）7月から支那事変、8月から第二次上海事変があり日中戦争が始る。
1940年（昭和15年）9月15日に昭和15年勅令第580号を施行して陸軍武官官等表を改正し、兵科の区分を廃止して新たに技術部を設け、附則により現に附則第2項の表の上欄に掲げる官に在る者は辞令を用いず各その相当の下欄に掲げる官に任ぜられたものとし、従前の法令の中で附則第2項の表の上欄に掲げる官に関する規定は各その相当の下欄に掲げる官にこれを適用するとし、また従前の法令の中で附則第3項の表の上欄に掲げる者に関する規定は各その相当の下欄に掲げる者にこれを適用するとした。このとき文武判任官等級令も改正している。
| 区分   | 兵科     | 兵科         | 技術部       | 技術部       | 経理部       | 経理部       | 経理部       | 衛生部 | 衛生部 | 衛生部 | 衛生部       | 衛生部       | 獣医部 | 獣医部         | 軍楽部       |
| ------ | -------- | ------------ | ------------ | ------------ | ------------ | ------------ | ------------ | ------ | ------ | ------ | ------------ | ------------ | ------ | -------------- | ------------ |
| 下士官 | 陸軍曹長 | 陸軍憲兵曹長 | 陸軍兵技曹長 | 陸軍航技曹長 | 陸軍主計曹長 | 陸軍縫工曹長 | 陸軍装工曹長 |        |        |        | 陸軍衛生曹長 | 陸軍療工曹長 |        | 陸軍獣医務曹長 | 陸軍軍楽曹長 |
| 下士官 | 陸軍軍曹 | 陸軍憲兵軍曹 | 陸軍兵技軍曹 | 陸軍航技軍曹 | 陸軍主計軍曹 | 陸軍縫工軍曹 | 陸軍装工軍曹 |        |        |        | 陸軍衛生軍曹 | 陸軍療工軍曹 |        | 陸軍獣医務軍曹 | 陸軍軍楽軍曹 |
| 下士官 | 陸軍伍長 | 陸軍憲兵伍長 | 陸軍兵技伍長 | 陸軍航技伍長 | 陸軍主計伍長 | 陸軍縫工伍長 | 陸軍装工伍長 |        |        |        | 陸軍衛生伍長 | 陸軍療工伍長 |        | 陸軍獣医務伍長 | 陸軍軍楽伍長 |

| 陸軍歩兵准尉（曹長、軍曹、伍長） | 陸軍騎兵准尉（曹長、軍曹、伍長） | 陸軍砲兵准尉（曹長、軍曹、伍長） | 陸軍工兵准尉（曹長、軍曹、伍長） | 陸軍航空兵准尉（曹長、軍曹、伍長） | 陸軍輜重兵准尉（曹長、軍曹、伍長） | 陸軍火工曹長（軍曹、伍長） | 陸軍鞍工曹長（軍曹、伍長） | 陸軍銃工曹長（軍曹、伍長） | 陸軍鍛工曹長（軍曹、伍長） | 陸軍木工曹長（軍曹、伍長） | 陸軍機工曹長（軍曹、伍長） | 陸軍電工曹長（軍曹、伍長） |
| 陸軍准尉（曹長、軍曹、伍長）     | 陸軍准尉（曹長、軍曹、伍長）     | 陸軍准尉（曹長、軍曹、伍長）     | 陸軍准尉（曹長、軍曹、伍長）     | 陸軍准尉（曹長、軍曹、伍長）       | 陸軍准尉（曹長、軍曹、伍長）       | 陸軍兵技曹長（軍曹、伍長） | 陸軍兵技曹長（軍曹、伍長） | 陸軍兵技曹長（軍曹、伍長） | 陸軍兵技曹長（軍曹、伍長） | 陸軍兵技曹長（軍曹、伍長） | 陸軍兵技曹長（軍曹、伍長） | 陸軍兵技曹長（軍曹、伍長） |

| 憲兵科准士官、下士官 | 歩兵科准士官、下士官 | 騎兵科准士官、下士官 | 砲兵科准士官、下士官 | 工兵科准士官、下士官 | 航空兵科准士官、下士官 | 輜重兵科准士官、下士官 | 各兵科准士官、下士官 | 砲、工兵技術准士官、下士官 |
| 憲兵准士官、下士官   | 兵科准士官、下士官   | 兵科准士官、下士官   | 兵科准士官、下士官   | 兵科准士官、下士官   | 兵科准士官、下士官     | 兵科准士官、下士官     | 兵科准士官、下士官   | 兵技准士官、下士官         |

|      | 陸軍准士官及び下士官 | 陸軍准士官及び下士官 | 陸軍准士官及び下士官 |
| ---- | -------------------- | -------------------- | -------------------- |
| 二等 | 陸軍曹長             | 陸軍憲兵曹長         | 陸軍各部曹長         |
| 三等 | 陸軍軍曹             | 陸軍憲兵軍曹         | 陸軍各部軍曹         |
| 四等 | 陸軍伍長             | 陸軍憲兵伍長         | 陸軍各部伍長         |

1941年（昭和16年）12月のマレー作戦から対英米戦争（太平洋戦争・大東亜戦争）が始る。
1942年（昭和17年）4月1日に昭和17年勅令第297号を施行して陸軍武官官等表を改正し、陸軍法務官並びに建築関係技師及び技手を武官とし、附則により改正勅令施行の際現に縫、装工曹長、同軍曹又は同伍長の官に在る者は別に辞令を用いずに各経技曹長、同軍曹又は同伍長に任ぜられたものとし、従前の法令の中の縫、装工曹長、同軍曹もしくは同伍長、または縫、装工下士官に関する規定は、経技曹長、同軍曹もしくは同伍長、または経技下士官にこれを適用するとした。
| 区分   | 経理部       | 経理部       | 経理部       | 衛生部 | 衛生部 | 衛生部 | 衛生部       | 衛生部       | 獣医部 | 獣医部         | 法務部 | 軍楽部       |
| ------ | ------------ | ------------ | ------------ | ------ | ------ | ------ | ------------ | ------------ | ------ | -------------- | ------ | ------------ |
| 下士官 | 陸軍主計曹長 | 陸軍経技曹長 | 陸軍建技曹長 |        |        |        | 陸軍衛生曹長 | 陸軍療工曹長 |        | 陸軍獣医務曹長 |        | 陸軍軍楽曹長 |
| 下士官 | 陸軍主計軍曹 | 陸軍経技軍曹 | 陸軍建技軍曹 |        |        |        | 陸軍衛生軍曹 | 陸軍療工軍曹 |        | 陸軍獣医務軍曹 |        | 陸軍軍楽軍曹 |
| 下士官 | 陸軍主計伍長 | 陸軍経技伍長 | 陸軍建技伍長 |        |        |        | 陸軍衛生伍長 | 陸軍療工伍長 |        | 陸軍獣医務伍長 |        | 陸軍軍楽伍長 |

1944年（昭和19年）8月10日に昭和19年勅令第448号を施行し陸軍武官官等表などの改正により、兵技及び航技の区分を撤廃し、附則により改正勅令施行の際現に附則第2項の表の上欄に掲げる官に在る者は別に辞令を用いず各その相当の下欄に掲げる官に任ぜられたものとし、従前の法令の中で附則第2項の表の上欄に掲げる官に関する規定は各その相当の下欄に掲げる官にこれを適用し、改正勅令施行の際現に附則第3項の表の上欄に掲げる者に該当する者は各その相当の下欄に掲げる者になったものとし、従前の法令の中で附則第3項の表の上欄に掲げる者に関する規定は各その相当の下欄に掲げる者にこれを適用するとし、従前の法令の中で附則第4項の表の上欄に掲げる者に関する規定は各その相当の下欄に掲げる者にこれを適用するとした。
| 区分   | 技術部       |
| ------ | ------------ |
| 下士官 | 陸軍技術曹長 |
| 下士官 | 陸軍技術軍曹 |
| 下士官 | 陸軍技術伍長 |

| 陸軍兵技准尉（曹長、軍曹、伍長） | 陸軍航技准尉（曹長、軍曹、伍長） |
| 陸軍技術准尉（曹長、軍曹、伍長） |                                  |

| 兵技下士官候補者   | 航技下士官候補者 |
| 技術部下士官候補者 |                  |

| 陸軍兵技准士官、下士官   | 陸軍航技准士官、下士官 |
| 陸軍技術部准士官、下士官 |                        |

1945年（昭和20年）6月1日に昭和20年勅令第295号を施行し陸軍武官官等表などの改正により、陸軍の法務部の下士官の制度を創始した。
| 区分   | 法務部 | 法務部       | 法務部       |
| ------ | ------ | ------------ | ------------ |
| 下士官 |        |              | 陸軍法務曹長 |
| 下士官 |        | 陸軍法務軍曹 |              |
| 下士官 |        | 陸軍法務伍長 |              |

### 自衛隊

#### 概説
自衛隊は、下士官に相当する自衛官を「曹」と呼称している。分類は陸海空共通で、曹長、1曹、2曹及び3曹に分類されている。諸外国及び旧日本軍おける曹長、軍曹、伍長、警察における巡査部長 、消防における消防士長、海上保安庁の1等から3等海上保安士にそれぞれ相当する。陸上自衛隊の曹は陸曹、海上自衛隊の曹は海曹、航空自衛隊の曹は空曹とそれぞれ呼称されている。准尉の下、士の上に位置している。自衛隊では原則として曹以上が非任期制隊員となる。
1950年（昭和25年）から1954年（昭和29年）6月まであった警察予備隊・保安隊・海上警備隊・警備隊では、下士官の階級を「士補」としていた。1954年（昭和29年）7月に発足した自衛隊では、「士補」の階級名を取りやめ、旧陸海軍で下士官の階級名に用いられていた「曹」の語を用いることとして3つに区分した。
当初は、曹は1曹、2曹および3曹の3つに分類されていたが、1980年（昭和55年）11月29日に曹長の階級が新設された。曹（1970年（昭和45年） - 1980年（昭和55年）は1曹、1980年（昭和55年）からは曹長が最上級）の上に准尉（准陸尉・准海尉・准空尉）の階級が1970年（昭和45年）5月25日に設けられた。
自衛隊の曹は、士から昇任してなる者、または一般曹候補生、自衛隊生徒等からなる者がある。幹部候補生は陸曹長、海曹長または空曹長の階級が指定され、陸海空の幹部候補生学校で教育・訓練を受ける。自衛隊の幹部候補生は曹長の階級とされるが、幹部候補生以外の曹長の上位とされ、さらに幹部勤務を命ぜられたものを最上位とされる。
任期制士からの曹昇任試験は、競争率数十倍の難関である。
3曹へ昇任する隊員で一般2士（任期制）が選抜試験良好・部隊の方針として訓練隊要員優先の昇任枠確保等の理由により3年足らずで早期に昇任する例や、一般曹候補生（旧曹学・補士）による早期（2年から3年程度）に昇任する例もあるが、その場合士としての実務経験不足など、昇任後にさまざまな弊害が発生している場合がある。具体的には自隊装備火器の運用・各種作業における手順等を理解していない点や、若年昇任による知識・経験不足が原因の指導不適格等の事例があり、早期昇任者よりも古株の士による指導等の方が的確な面も存在する。ただしよほど不適格な人間以外は昇任後1年程度で解消される。
| 階級（略称） | 陸上自衛官                          | 海上自衛官                              | 航空自衛官                            |
| ------------ | ----------------------------------- | --------------------------------------- | ------------------------------------- |
| 曹長         | 陸曹長 Sergeant Major (SGM)         | 海曹長 Chief Petty Officer (CPO)        | 空曹長 Senior Master Sergeant (SMSgt) |
| 1曹          | 一等陸曹 Master Sergeant (MSG)      | 一等海曹 Petty Officer 1st Class (PO-1) | 一等空曹 Master Sergeant (MSgt)       |
| 2曹          | 二等陸曹 Sergeant First Class (SFC) | 二等海曹 Petty Officer 2nd Class (PO-2) | 二等空曹 Technical Sergeant (TSgt)    |
| 3曹          | 三等陸曹 Sergeant (SGT)             | 三等海曹 Petty Officer 3rd Class (PO-3) | 三等空曹 Staff Sergeant (SSgt)        |

陸上自衛隊ではcorporal（一般的に伍長と訳される）と公式に訳される階級は存在しない。諸外国軍との共同演習では便宜上、陸士長がcorporalとして紹介されることがある。海上自衛隊や航空自衛隊の海外派遣などでは、NATO軍階級符号 (OR-5) やアメリカ軍給与等級 (E-5) が適用された場合、他国の軍曹階級 (Sergeant) と海士長、空士長が同階級になる場合もある。

#### 沿革
|                  | 警察予備隊 1950年（昭和25年） - | 保安隊 1952年（昭和27年） - | 陸上自衛隊 1954年（昭和29年） - | 陸上自衛隊 1980年（昭和55年） - |        |
| ---------------- | ------------------------------- | --------------------------- | ------------------------------- | ------------------------------- | ------ |
| 陸上自衛隊       |                                 |                             |                                 | 陸曹長                          | 陸曹長 |
| 一等警察士補     | 一等保安士補                    | 一等陸曹                    | 一等陸曹                        |                                 |        |
| 二等警察士補     | 二等保安士補                    | 二等陸曹                    | 二等陸曹                        |                                 |        |
| 三等警察士補     | 三等保安士補                    | 三等陸曹                    | 三等陸曹                        |                                 |        |
|                  | 海上警備隊 1952年（昭和27年） - | 警備隊 1952年（昭和27年） - | 海上自衛隊 1954年（昭和29年） - | 海上自衛隊 1980年（昭和55年） - |        |
| 海上自衛隊       |                                 |                             |                                 | 海曹長                          | 海曹長 |
| 一等海上警備士補 | 一等警備士補                    | 一等海曹                    | 一等海曹                        |                                 |        |
| 二等海上警備士補 | 二等警備士補                    | 二等海曹                    | 二等海曹                        |                                 |        |
| 三等海上警備士補 | 三等警備士補                    | 三等海曹                    | 三等海曹                        |                                 |        |
|                  |                                 |                             | 航空自衛隊 1954年（昭和29年） - | 航空自衛隊 1980年（昭和55年） - |        |
| 航空自衛隊       |                                 |                             |                                 | 空曹長                          | 空曹長 |
| 航空自衛隊       | 一等空曹                        |                             |                                 |                                 |        |
| 航空自衛隊       | 二等空曹                        |                             |                                 |                                 |        |
| 航空自衛隊       | 三等空曹                        |                             |                                 |                                 |        |

※上級曹長階級の制定は平成23年度（2011年度）概算要求の概要（防衛省報道資料）において平成24年度（2012年度）からとしていたが、2017年現在この計画は白紙となっている。

#### 上級曹長・先任伍長・准曹士先任制度
自衛隊の活動が従来の、大規模な地上部隊の本土上陸阻止を目標とした冷戦型構造から変化してきたことに伴い、それまで単に士を現場で統括するに過ぎないと考えられてきた曹の役割は大きな変化を遂げるに至った。曹が、直属上官を経ることなく、直接に指揮官を補佐する制度が設けられるようになってきた。2003年（平成15年）4月、海上自衛隊に「先任伍長」制度が創設された。
2004年度（平成16年度）から検討が始まっていた陸上自衛隊でも、2006年（平成18年）4月1日に陸上幕僚監部及び中部方面隊で、米陸軍の制度を参考に「上級曹長」制度を導入、10年間の施行検証を経て2014年より正式施行された。従来は中隊等には付准尉が置かれて指揮官を補佐していた。新制度においては中隊等付准尉は先任上級曹長と呼称され、さらなる上級部隊にも「最先任上級曹長」が配置される。航空自衛隊でも同趣旨の制度として「准曹士先任」制度が設けられている。統合幕僚監部においても2012年（平成24年）4月に「最先任下士官」が設置されている（詳細は「曹士の能力活用」を参照）。